# وو یان‌یان
وو یان‌یان (به انگلیسی: Wu Yanyan) (زادهٔ ۷ ژانویهٔ ۱۹۷۸) شناگر اهل چین است.